# Luca Carimini
Luca Carimini (Roma, 1830 – Roma, 1890) è stato un architetto italiano.

## Biografia
Apparteneva ad una famiglia di artigiani, e fu un tipico esempio di quella classe di artigiani-artisti che erano fioriti a Roma per secoli, all'ombra del governo del papa-re e delle grandi famiglie.
Anche la sua storia è esemplare, tipica del suo tempo e della sua città al passaggio dalla monarchia papale al regno sabaudo, e anche di come nell'evoluzione professionale del mestiere antico di lapicida in quello moderno di architetto si potesse portare l'esperienza e l'amore dei materiali.
A 14 anni, rimasto orfano di padre in una Roma ancora pienamente papalina, Carimini fu messo a bottega da un marmista ad imparare il mestiere di scalpellino e decoratore. Attorno ai vent'anni uno zio capomastro gli aprì una bottega di scalpellino, legata alle sue commesse; in breve la bottega, che esercitava una fiorente attività per altari, cappelle e monumenti funebri eccetera, divenne fitta di apprendisti. Carimini continuava tuttavia a studiare: frequentando, all'Accademia di San Luca, prima la scuola di ornato e poi, anche quando ebbe una bottega propria, l'accademia di pittura e scultura. A 38 anni, nel 1868, l'Archiginnasio della Sapienza lo laureò architetto dietro segnalazione della commissione d'esami dell'Accademia di cui facevano parte, fra gli altri, il neoclassico Poletti e l'allievo di lui Virginio Vespignani.
Una volta ottenuto il riconoscimento accademico, Carimini iniziò l'attività professionale su vasta scala, proseguendola intensamente fino al 1890, anno della sua morte. 

## Opere

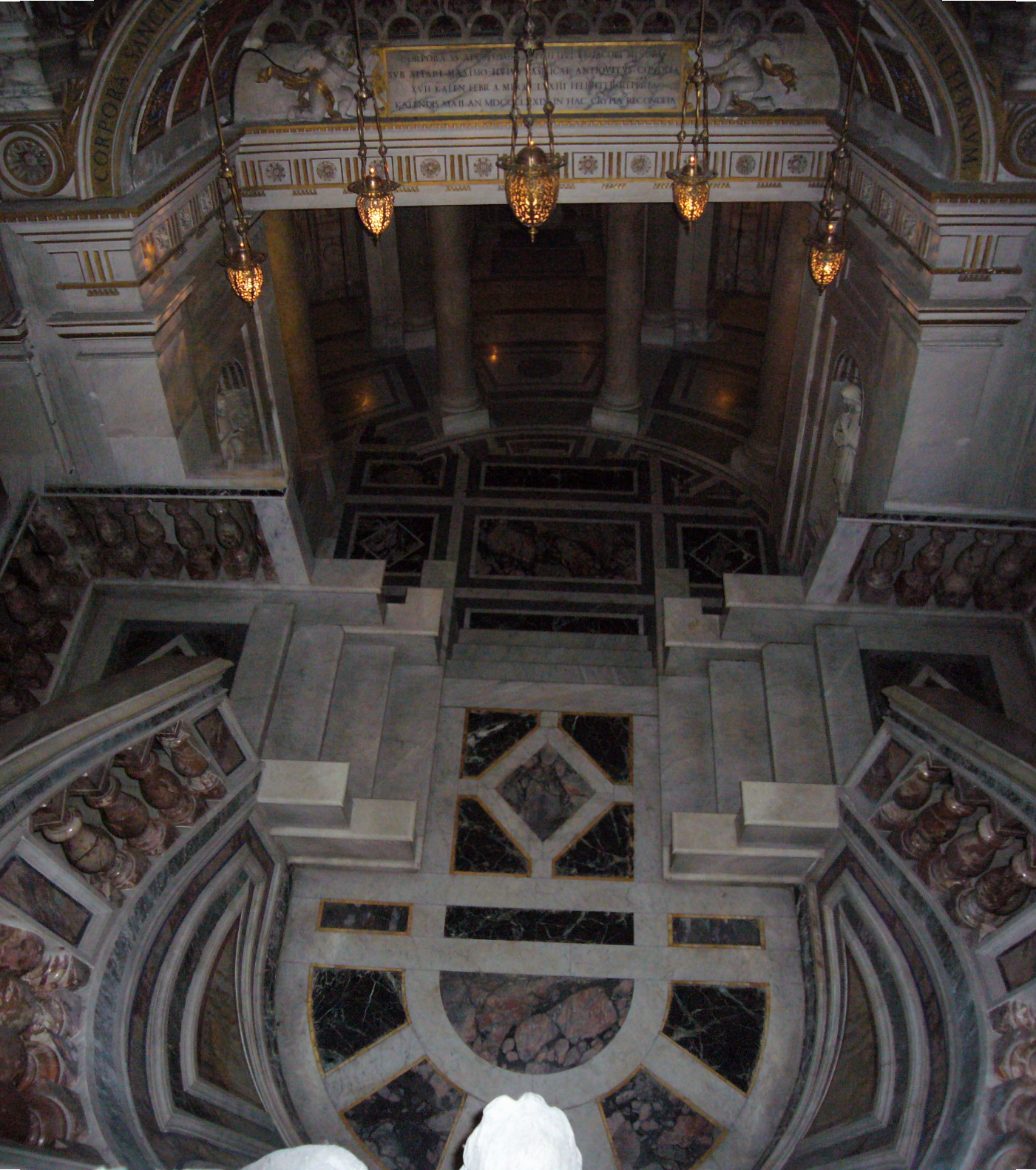
Roma, accesso alla Confessione nella basilica dei Santi XII Apostoli

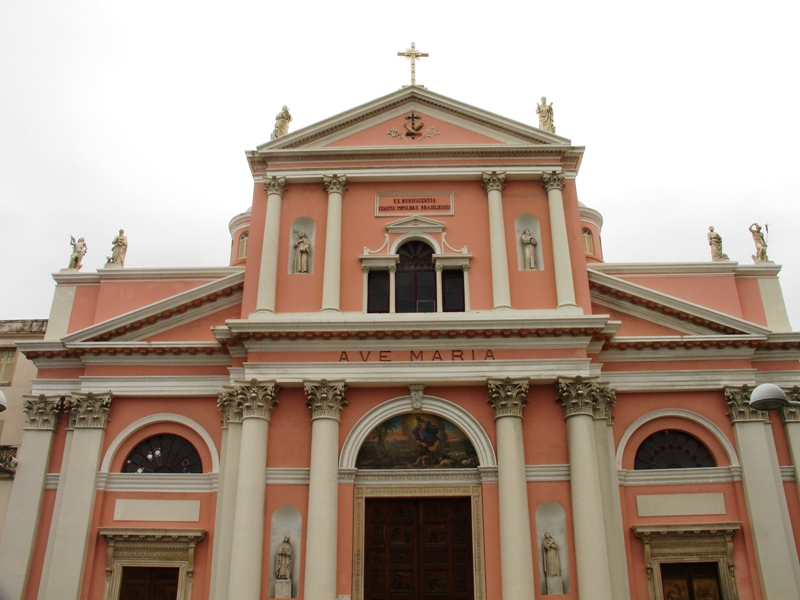
Recife, basilica di Nostra Signora de Penha

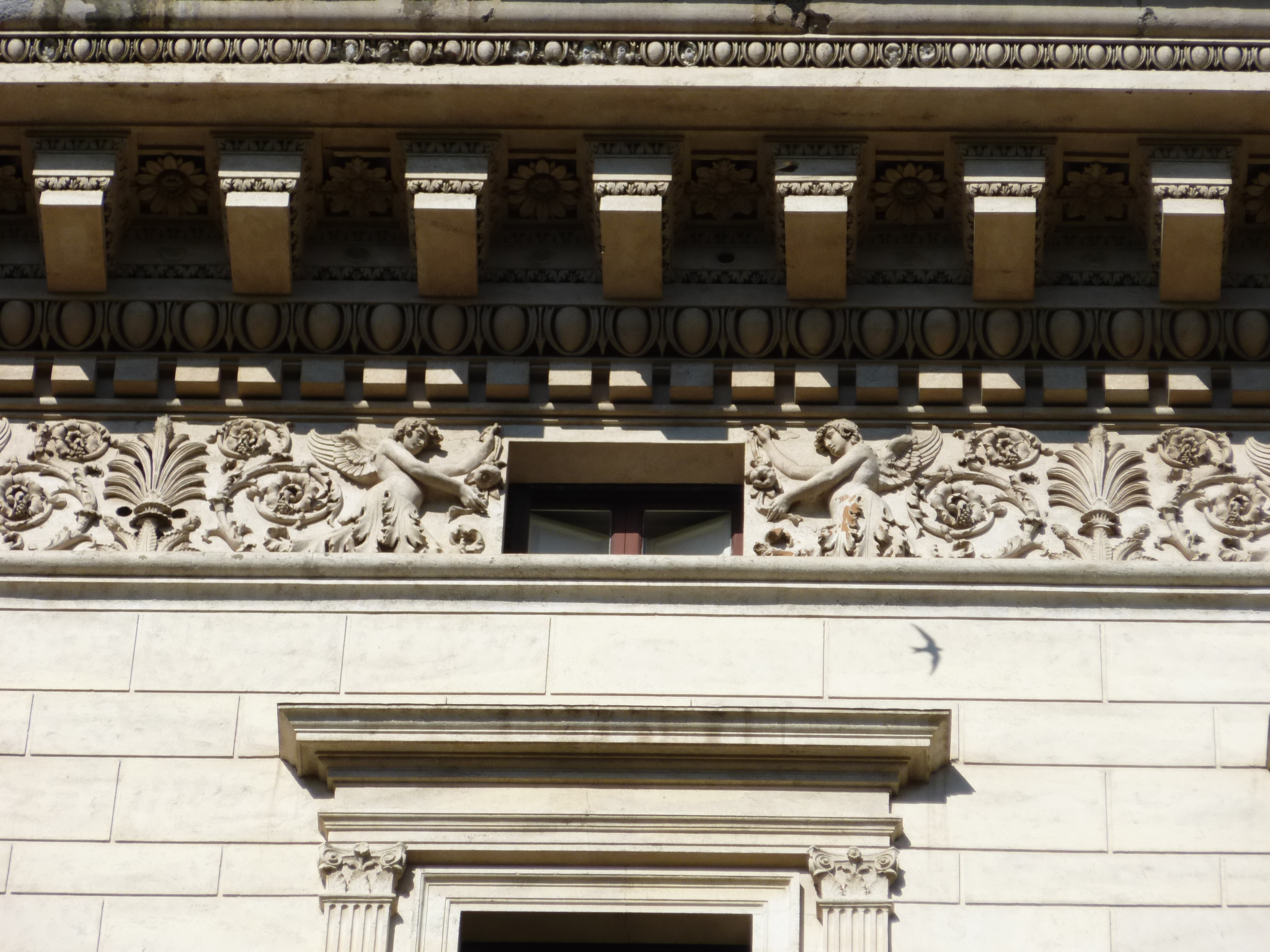
Roma, palazzo Brancaccio, decorazione dell'attico

Se Roma rimaneva il principale teatro della sua attività, essa si estese tuttavia fino al Sudamerica: opere sue sono in Brasile (la basilica di Nostra Signora de Penha a Recife, il restauro della cattedrale di Belém e il pulpito della cattedrale di San Paolo) e anche in Cile, a Santiago (l'altare monumentale per la chiesa di San Francesco).
Il grande amore giovanile per il Quattrocento che aveva animato i suoi studi e la stessa attività di bottega non declinarono mai, incontrando anzi costantemente, anche con Roma nuova capitale, il gusto dell'epoca, e collocandolo appieno nella corrente neoromanica. Anche per questo, probabilmente, nella Roma umbertina che ferveva di attività e speculazione edilizia, dove anche gli ordini ecclesiastici facevano la loro parte, diverse commesse per chiese e conventi da ampliare, ricostruire, abbellire andarono a Carimini. Vanno ricordati:
- 1856 Restauro interno e decorazioni a Santa Maria in Aquiro.
- 1858 Cappella del Crocifisso nella basilica dei Santi XII Apostoli.
- 1858 L'altare e la decorazione delle pareti e delle porte e finestre della cappella nel Palazzo di Wilanów a Varsavia[1][2]
- 1867-1873 Il primo lavoro di Carimini architetto laureato: il restauro della "chiesa dei fornari", Santa Maria di Loreto al Foro Traiano, con ricostruzione della sagrestia e aggiunta della canonica (opera di Giuseppe Sacconi).
- 1867-1878 Restauro e costruzione della Confessione di San Salvatore in Onda.
- 1873-1879 Costruzione della Confessione ancora nella basilica dei Santi XII Apostoli.
- 1877-1888 Ricostruzione della chiesa di Sant'Ivo dei Bretoni.
- 1879 Rifacimento della quattrocentesca chiesa di Nostra Signora del Sacro Cuore a piazza Navona, già San Giacomo degli Spagnoli.
- 1883-1890 Rifacimento della facciata della chiesa di S. Chiara e Pontificio collegio Francese a piazza Santa Chiara, dietro piazza della Minerva.
- 1884 Chiesa del camposanto di Bracciano.
- 1884-1888 Chiesa e convento di Sant'Antonio a via Merulana.
- 1888 Pontificio collegio canadese a via di San Vitale.

Carimini non disdegnò comunque mai di lavorare anche in provincia - sue opere sono a Monte Compatri, a Trevi, a Bracciano, ad Anzio - né rinunciò mai a produrre il tipo di lavori con cui aveva cominciato - edicole, cappelle, monumenti funebri, molti dei quali ancora presenti al Verano.
I suoi ultimi grandi progetti non li vide realizzati: l'incarico per la costruzione del Palazzo di Giustizia gli fu affidato e poi revocato. Il progetto di Palazzo Brancaccio fu realizzato, ma dopo la sua morte, tra il 1892 e il 1896.